# Wiedemann Bernadett
Wiedemann Bernadett (Mosonmagyaróvár, 1967.[forrás?] október 14. –) Liszt Ferenc-díjas magyar opera-énekesnő (mezzoszoprán). A Halhatatlanok Társulatának örökös tagja.

## Életpályája
Szülővárosában hatéves korától zongorázni tanult. Tanulmányait a győri konzervatórium ének szakán folytatta. 1987–1993 között a Liszt Ferenc Zeneművészeti Főiskola opera tagozatán Bende Zsolt mellett Eőry Zsuzsanna, Mikó András, Békés András és Medveczky Ádám növendéke volt. Tanulmányait Dame Joan Sutherland, Rózsa Vera és Jevgenyij Nyesztyerenko kurzusaival tette teljessé. 1989-ben Karlovy Varyban oratórium és dal kategóriában első díjas lett, 2007-ben Rómában az énekverseny III. helyezettje.
1993-tól a Magyar Állami Operaház tagja. Hazai és külföldi operaszínpadokon Helmut Rilling, Rico Saccani, Jurij Szimonov, Kocsis Zoltán, Fischer Ádám, Vásáry Tamás, Kobajasi Kenicsiró, Pier Giorgio Morandi, Stefan Soltesz, Ács János, Dénes István, Fürst János, Medveczky Ádám, Ligeti András, Hamar Zsolt, Michael Boder, Will Humburg, David Robertson és mások vezényletével lépett föl. Legjelentősebb partnerei: Rost Andrea, José Carreras, Kristján Jóhannsson, L’udovít Ludha, Polgár László, Tokody Ilona, Daniel Muñoz, Ferrucio Furlanetto. A milánói La Scala meghívta katari turnéjára az Aïda Amneris szerepére.
Külföldi vendégjátékai során Ausztria színpadain, Savonlinnában, Ljubljanában, Wiesbadenben, Pozsonyban, Olaszországban, Japánban, Katarban, Pekingben és São Pauloban lépett fel. Dalestjeinek műsorán Berg, Debussy, Kodály, Liszt, Mahler, Mascagni, Muszorgszkij, Schubert, Verdi, Wagner, Wolf és kortárs magyar zeneszerzők művei szerepelnek.

## Szerepei
- Bartók Béla: A kékszakállú herceg vára – Judit
- Benjamin Britten: Peter Grimes – Auntie
- Pjotr Iljics Csajkovszkij: A pikk dáma – A grófnő
- Pjotr Iljics Csajkovszkij: Jevgenyij Anyegin – Larina; Filipjevna
- Erkel Ferenc: Bánk bán – Gertrud
- Erkel Ferenc: István király – Gizella
- Umberto Giordano: André Chénier – Madelon
- Charles Gounod: Faust – Marthe Schwertlein
- Georg Friedrich Händel: Xerxész – Amastre
- Georg Friedrich Händel: Agrippina – Juno
- Engelbert Humperdinck: Jancsi és Juliska – A boszorkány
- Kodály Zoltán: Székely fonó – A háziasszony; A szomszédasszony
- Wolfgang Amadeus Mozart: A színlelt együgyű – Donna Giacinta
- Modeszt Petrovics Muszorgszkij: Borisz Godunov – Fogadósné
- Orbán György: Pikkó herceg – Sibuk
- Petrovics Emil: C’est la guerre – Házmesterné
- Amilcare Ponchielli: La Gioconda – A vak asszony
- Giacomo Puccini: Pillangókisasszony – Szuzuki
- Giacomo Puccini: A köpeny – „Szarka néni”
- Giacomo Puccini: Angelica nővér – A hercegnő; Laikus nővér
- Giacomo Puccini: Gianni Schicchi – Zita
- Johann Strauss d. S.: A cigánybáró – Czipra
- Richard Strauss: Salome – Heródiás
- Richard Strauss: A rózsalovag – Annina
- Igor Stravinsky: Œdipus rex – Jocasta
- Igor Stravinsky: Mavra – A szomszédasszony
- Vajda János: Leonce és Léna – Nevelőnő
- Vajda János: Karnyóné – címszerep
- Giuseppe Verdi: A trubadúr – Azucena
- Giuseppe Verdi: Álarcosbál – Ulrica
- Giuseppe Verdi: Don Carlos – Eboli hercegnő
- Giuseppe Verdi: Aida – Amneris
- Giuseppe Verdi: Falstaff – Mrs. Quickly
- Richard Wagner: A bolygó hollandi – Mary
- Richard Wagner: A walkür – Schwertleite
- Richard Wagner: Siegfried – Erda
- Richard Wagner: Az istenek alkonya – Waltraute
- Kurt Weill: Mahagonny városának tündöklése és bukása – Özvegy Begbickné

## Díjai, elismerései
- Juventus-díj (1999, 2020)
- Székely Mihály-emlékplakett (2000)
- Melis György-díj (2005)
- Liszt Ferenc-díj (2006)
- Gundel művészeti díj (2008)
- A Magyar Érdemrend lovagkeresztje (2020)
- Artisjus-díj (2007, 2020)
- Örökös tag a Halhatatlanok Társulatában (2022)[2]

## Diszkográfia
CD-felvételei közül kiemelkedik Galuppi Il caffé di campagna c. operája (vez. Fabio Pirona), Alessandro Scarlatti Perrica e Varrone valamint Leonzio ed Eurilla című intermezzója (vez. Németh Pál), Beethoven IX. szimfóniája (vez. Vásáry Tamás), a Kodály Összkiadásban a balladák (km. Vásáry), továbbá Beethoven IX. szimfóniája és Mozart Requiem-je (vez. Maximiliano Cobra) a Hodie márkán.
- Liszt Ferenc: Dalok különböző változatokban (Brickner Szabolcs, Virág Emese) Hungaroton HCD 32568
- Charles Gounod: Dalok (Orendt Gyula, Virág Emese) Hungaroton HCD 32649
- Erkel Ferenc: István király – Gizella (Bretz Gábor, Balczó Péter, Sárkány Kázmér, László Boldizsár stb.; Budapesti Stúdió Kórus Egyesület, Magyar Rádió Énekkara és Szimfonikus Zenekara, vezényel: Vajda Gergely) (élő felvétel, Margitszigeti Szabadtéri Színpad, 2017. augusztus 20.)
- Gustav Mahler: III. szimfónia (a Magyar Állami Operaház Énekkara, Budapesti Filharmóniai Társaság Zenekara, vezényel: Rico Saccani) BPO Live BPOL 1010